# ツレがうつになりまして。
『ツレがうつになりまして。』は、細川貂々が2006年3月に幻冬舎より出版したコミックエッセー。略称は「ツレうつ」。続編として『その後のツレがうつになりまして。』を2007年11月25日に、完結編として『7年目のツレがうつになりまして。』を2011年9月7日に発表した。
2009年5月にテレビドラマ化され、2011年10月には映画化された。

## 概要
「スーパーサラリーマン」だったツレ（作者の夫）がある朝「死にたい」と真顔で言い出した。うつ病だった。売れない漫画家の妻（作者）と共に送る闘病生活を描く。
自殺未遂、症状の改善、悪化などあらゆる出来事を決して固くない絵のタッチで表現するという内容、うつ病を「宇宙カゼ」と呼んだり、抑うつ状態の症状が現れている時に憂鬱をキャッチするアンテナが頭に現れているという独特の描写などがある。75万部を出版する。
作者は、うつに対する知識として「精神的に弱い人がなる」「神経症のようなもの」というイメージを持っていた。作者の周りの人の病気に対する知識の乏しさや誤解が多いと感じ、自分達の世の中にうつ病の事を広めたい、そしてツレが退職して退職金と失業保険を使い切り、作者の仕事が少ないという経済的理由も相まって出版社に企画を持ち込む。数社から「暗い」などとして断られるも、幻冬舎で発売が決まる。

## テレビドラマ
2009年5月29日、6月5・12日の全3回、金曜日22:00 - 22:45に、NHK総合の「金曜ドラマ」枠で放送された。
監修は精神科医の野村総一郎が担当。一部に脚色が入っているが、原作者の意向も反映されている。2010年5月28日にDVDが発売された。

### キャスト
早川家
- 早川典子（てんさん） - 藤原紀香

明の妻。職業は売れない漫画家で、収入は夫頼みの面があった。明の事を「ツレ」と呼ぶ。
- 早川明（ツレ） - 原田泰造（ネプチューン）

典子の夫。一流企業に勤務するエリート会社員だったが、うつ病を発症してしまい「主夫」となる。典子の事を「てんさん」と呼ぶ。

如月家（ペットショップさつき）
- 如月さつき - 濱田マリ
- 如月修平 - 小木茂光

外資系IT関連会社・マッチリバー
- 野島（明の同僚） - 設楽統（バナナマン）（第1話・第2話）
- ジョン（明の上司・本社の重役） - 宮澤ミシェル（第1話・第2話）
- 黒川（明の同僚） - 椎名法子
- 加藤（明の同僚） - 駿河太郎
- 担当部長 - 中根徹（第1話）

スーパーツツミ
- ガンちゃん（バイト仲間の高校2年生） - 黒川芽以
- 先輩パート店員 - 伊勢志摩

氏家家
- 氏家舞子（典子の妹） - 中村麻美（第2話・最終話）
- 氏家良子（典子の母） - 田島令子

その他
- 漫画誌「スイーツ」編集長 - 矢柴俊博
- 出版社員 - 平山浩行（最終話）
- 小諸里子（心療科医師） - 風吹ジュン

### スタッフ
- 原作 - 細川貂々「ツレがうつになりまして。」「その後のツレがうつになりまして。」
- 脚本 - 森岡利行
- エンディングテーマ - 大貫妙子「Tema Purissima」
- 医事監修 - 野村総一郎（防衛医科大学校）
- 英語翻訳 - 豊崎洋子
- 英語指導 - Stuart Varnam-Atkin
- 資料提供 - 望月昭
- 制作統括 - 田村文孝、合津直枝
- 演出 - 合津直枝、佐藤善木
- 制作・著作 - NHK、テレビマンユニオン

### 放送日程
| 話数                                                       | 放送日        | サブタイトル | 演出     | 視聴率 |
| ---------------------------------------------------------- | ------------- | ------------ | -------- | ------ |
| 第1話                                                      | 2009年5月29日 | 突然の発病   | 合津直枝 | 6.7%   |
| 第2話                                                      | 2009年6月05日 | 夫婦崩壊!?   | 佐藤善木 | 7.7%   |
| 最終話                                                     | 2009年6月12日 | 春の予感     | 佐藤善木 | 6.7%   |
| 平均視聴率 7.03%（視聴率は関東地区・ビデオリサーチ社調べ） |               |              |          |        |

| NHK 金曜ドラマ                            | NHK 金曜ドラマ                                     | NHK 金曜ドラマ                                                 |
| 前番組                                    | 番組名                                             | 次番組                                                         |
| ----------------------------------------- | -------------------------------------------------- | -------------------------------------------------------------- |
| コンカツ・リカツ （2009.4.3 - 2009.5.22） | ツレがうつになりまして。 （2009.5.29 - 2009.6.12） | スポットライト 前編〔第1話 - 第7話〕 （2009.6.19 - 2009.7.31） |

## 映画
2011年10月8日から東映系で公開のハートフルドラマ。監督は佐々部清。主演は宮﨑あおい、堺雅人で、宮﨑と堺が夫婦役で共演するのは大河ドラマ『篤姫』以来2年半ぶりとなる。医療監修には精神科医院長の五十嵐良雄が務めている。この作品には原作者の細川貂々と夫の望月昭がカメオ出演している。
キャッチコピーは「ガンバらないぞ!」「すこやかなる時も、病める時も、君と一緒にいたい。」。
全国222スクリーンで公開され、2011年10月8、9日の初日2日間で興収1億2,696万1,600円、動員9万5,524人になり映画観客動員ランキング（興行通信社調べ）で初登場第4位となった。金鶏百花映画祭外国語最優秀作品賞受賞。
宮﨑あおいはこの作品で第24回日刊スポーツ映画大賞 主演女優賞と第35回日本アカデミー賞 優秀主演女優賞を受賞している。

### ストーリー (映画)
幹夫はクレーム係の仕事をバリバリこなし、毎朝お弁当まで作る。ある朝、イグアナのイグに「食欲が羨ましい」とか、ゴミ箱の前で「これみんな要らないんだよね」とつぶやく。
翌朝、幹夫は真顔で「死にたい」と呟く。病院に行って診察を受けたところ 心因性うつ病と診断され、激務とストレスによる「心の風邪」で元に戻るには半年から1年半かかると医師に告げられる。
幹夫は上司に相談するが「忙しくて皆うつ病みたいなものだ」と言われるだけだった。漫画家で結婚5年目の晴子は古道具屋に器が「割れなかったことで価値がある」といわれ、ツレの幹夫に「会社を辞めないなら離婚する」と告げる。数日後、薬で一時的に元気になるが、主治医からは「揺れがあるから油断は禁物」と言われ、認知行動療法として日記をつけるよう勧められる。
幹夫は「辞職」ではなく「退職」して主夫になり、家事嫌いだった晴子は内心喜ぶ。ツレに時々イラッとするが「宇宙風邪」だと思って「ガンバらないぞ」と誓う。
やがて幹夫の失業保険も切れ、晴子も連載打ち切りで火の車状態になる。晴子は編集部で「ツレがうつになりまして」と談判し、うつ病経験者の編集者から仕事をもらう。
数か月後、幹夫の元の会社は倒産。晴子は結婚同窓会に出て出版すると話すとツレの幹夫は日記を参考に渡す。すると漫画の中からキャラクターが飛び出してくる。
もう薬を飲まなくていいと喜んで帰ってきた幹夫に晴子は新刊を見せる。ツレが講演も引き受け「あとで」が大切で「焦らず」「特別扱いをしない」「できることとできないことを見分けよう」と話す。講演には元の会社でクレーマーだった男も来ており、彼からも感謝される。

### キャスト
髙崎家
- 髙崎晴子（ハルさん） - 宮﨑あおい
- 髙崎幹夫（ツレ） - 堺雅人
- 髙崎和夫（幹夫の兄） - 津田寛治

栗田家（栗田理髪店。ハルさんの実家）
- 栗田保男 - 大杉漣
- 栗田里子 - 余貴美子

ウェブソフト・ラボラトリー（ツレの勤務先）
- 津田部長（ツレの上司）- 田村三郎
- 小畑（ツレの部下）- 中野裕太
- 三上隆（顧客）- 梅沢富美男

加茂クリニック
- 加茂院長 - 田山涼成
- 杉浦（患者） - 吹越満

乾坤堂（ハルさんの行きつけの骨董屋）
- 川路 - 犬塚弘

その他
- 君塚（ハルさんの連載雑誌「コミック☆キラリ」の担当編集者） - 山本浩司
- 書店の次男坊（栗田理髪店に雑誌を届ける書店の次男） - 伊嵜 充則
- 市毛加奈子（晴子の同期） - 吉田羊
- 伊藤洋三郎、水谷あつし、蟹瀬レナ、一木恵里花、中田あゆみ、奏谷ひろみ、緒沢あかり　ほか

### スタッフ
- 原作 - 細川貂々「ツレがうつになりまして。」「その後のツレがうつになりまして。」「イグアナの嫁」
- 監督 - 佐々部清
- 脚本 - 青島武
- 製作 - 黒澤満、木下直哉、重村博文、平城隆司、福原英行、久保忠佳
- 企画 - 遠藤茂行、日達長夫
- プロデューサー - 國松達也、臼井正明
- アソシエイトプロデューサー - 柳迫成彦
- ラインプロデューサー - 望月政雄
- イメージソング - 矢沢洋子「アマノジャク」[8]
- 音楽 - 加羽沢美濃（編曲：海田庄吾）
- 撮影 - 浜田毅
- 美術 - 若松孝市
- 照明 - 守利賢一
- チーフデザイナー - 小林久之
- 装飾 - 柳澤武
- メイク - 宗田知子
- アニメーション制作 - トムス・フォト
- 録音 - 柳屋文彦
- 整音 - 室薗剛
- スクリプター - 山下千鶴
- 編集 - 大畑英亮
- 助監督 - 髙橋正弥
- キャスティング - 杉野剛
- 制作担当 - 岩下真司、松田憲一良
- 音楽プロデューサー - 津島玄一
- 宣伝プロデューサー - 是木良介
- 医療指導 - 中尾睦宏
- 医療取材協力 - 樋口輝彦、五十嵐良雄
- 医療関係協力 - うつ病の予防・治療日本委員会、国立精神・神経医療研究センター、日本うつ病学会、うつ病リワーク研究会、メディカルケア虎ノ門
- 製作プロダクション - セントラル・アーツ、シネムーブ
- 製作 - 「ツレがうつになりまして。」製作委員会（東映、木下グループ、キングレコード、テレビ朝日、東映ビデオ、ギャンビット、朝日放送、IVSテレビ制作、シネムーブ、幻冬舎）
- 配給 - 東映
- 助成 - 文化芸術振興費補助金

### ソフト化
2012年4月13日発売。発売・販売元はキングレコード。
- ツレがうつになりまして。 DVD通常版（1枚組）
  - 映像特典
    - 特報・劇場予告編・TVスポット集
- ツレがうつになりまして。 プレミアム・エディション（2枚組、ブルーレイとDVDでリリース・初回限定生産）
  - ディスク1：本編ディスク（DVD通常版と同様）
  - ディスク2：特典DVD
    - making of ツレがうつになりまして。
    - イベント集（完成披露試写会舞台挨拶、初日舞台挨拶）
    - インタビュー集

  - 封入特典
    - 自由に書き込める「ガンバらないぞ!」ダイアリー
    - 劇場パンフレット（縮刷版）

## 書誌情報
いずれも幻冬舎、幻冬舎文庫から出版されている。映画の原作の一つとなっている『イグアナの嫁』もここに掲載する。
- ツレがうつになりまして。(単行本)2006年3月初版 ISBN 9784344011434
  - ツレがうつになりまして。(文庫)2009年4月初版 ISBN 9784344413023
- その後のツレがうつになりまして。(単行本)2007年11月初版 ISBN 9784344014183
  - その後のツレがうつになりまして。(文庫)2009年4月初版 ISBN 9784344413030
- 7年目のツレがうつになりまして。(単行本)2011年9月8日初版 ISBN 9784344020467
- イグアナの嫁(単行本)2006年12月初版 ISBN 9784344012684
  - イグアナの嫁(文庫)2011年4月12日初版 ISBN 9784344416581